# 前田西町 (名古屋市)
前田西町（まえだにしまち）は愛知県名古屋市中川区にある町名。現行行政地名は前田西町一丁目から前田西町三丁目。住居表示未実施。

## 地理
名古屋市中川区の西部に位置し、東に富田町大字前田、西に伏屋と助光、南に大当郎、北に伏屋に接する。

## 歴史

### 町名の由来
富田町大字前田のうち、庄内川より西側にあたることによる。

### 沿革
- 1984年（昭和59年）2月11日 - 中川区富田町大字助光の一部により、同区前田西町二丁目および前田西町三丁目がそれぞれ成立する[2]。
- 1985年（昭和60年）
  - 8月11日 - 富田町大字前田の一部が前田西町二丁目に、富田町大字前田および大蟷螂町の各一部が前田西町三丁目にそれぞれ編入される[2]。また、富田町大字前田の一部により前田西町一丁目が成立[2]。
  - 12月1日 - 富田町大字伏屋および前田の各一部が前田西町一丁目に編入される[2]。

## 世帯数と人口
2019年（平成31年）2月1日現在の世帯数と人口は以下の通りである。
| 丁目           | 世帯数  | 人口    |
| -------------- | ------- | ------- |
| 前田西町一丁目 | 161世帯 | 360人   |
| 前田西町二丁目 | 387世帯 | 799人   |
| 前田西町三丁目 | 277世帯 | 681人   |
| 計             | 825世帯 | 1,840人 |

## 学区
市立小・中学校に通う場合、学校等は以下の通りとなる。また、公立高等学校に通う場合の学区は以下の通りとなる。
| 丁目           | 番・番地等 | 小学校                 | 中学校               | 高等学校 |
| -------------- | ---------- | ---------------------- | -------------------- | -------- |
| 前田西町一丁目 | 全域       | 名古屋市立長須賀小学校 | 名古屋市立助光中学校 | 尾張学区 |
| 前田西町二丁目 | 全域       | 名古屋市立西前田小学校 | 名古屋市立助光中学校 | 尾張学区 |
| 前田西町三丁目 | 全域       | 名古屋市立西前田小学校 | 名古屋市立助光中学校 | 尾張学区 |

## 交通
- 愛知県道29号弥富名古屋線（八熊通）

## 施設

### 前田西町一丁目
- 名古屋市立長須賀小学校
- 圓盛寺

円盛寺とも表記する。もとは慈覚大師（円仁）により創建された天台宗寺院四明山一乗院長覚寺なる寺院であったが、1578年（天正6年）に伊勢国守北畠具親入道道教の中興により禅宗に転じ、さらに1581年（天正9年）に超立（和歌山長覚寺開基）なる僧により真宗に改宗。1614年（慶長19年）、超円が円盛寺の寺号へと改めたとされる。
- 前田速念寺
- 北堤公園

1993年（平成5年）4月1日供用開始。

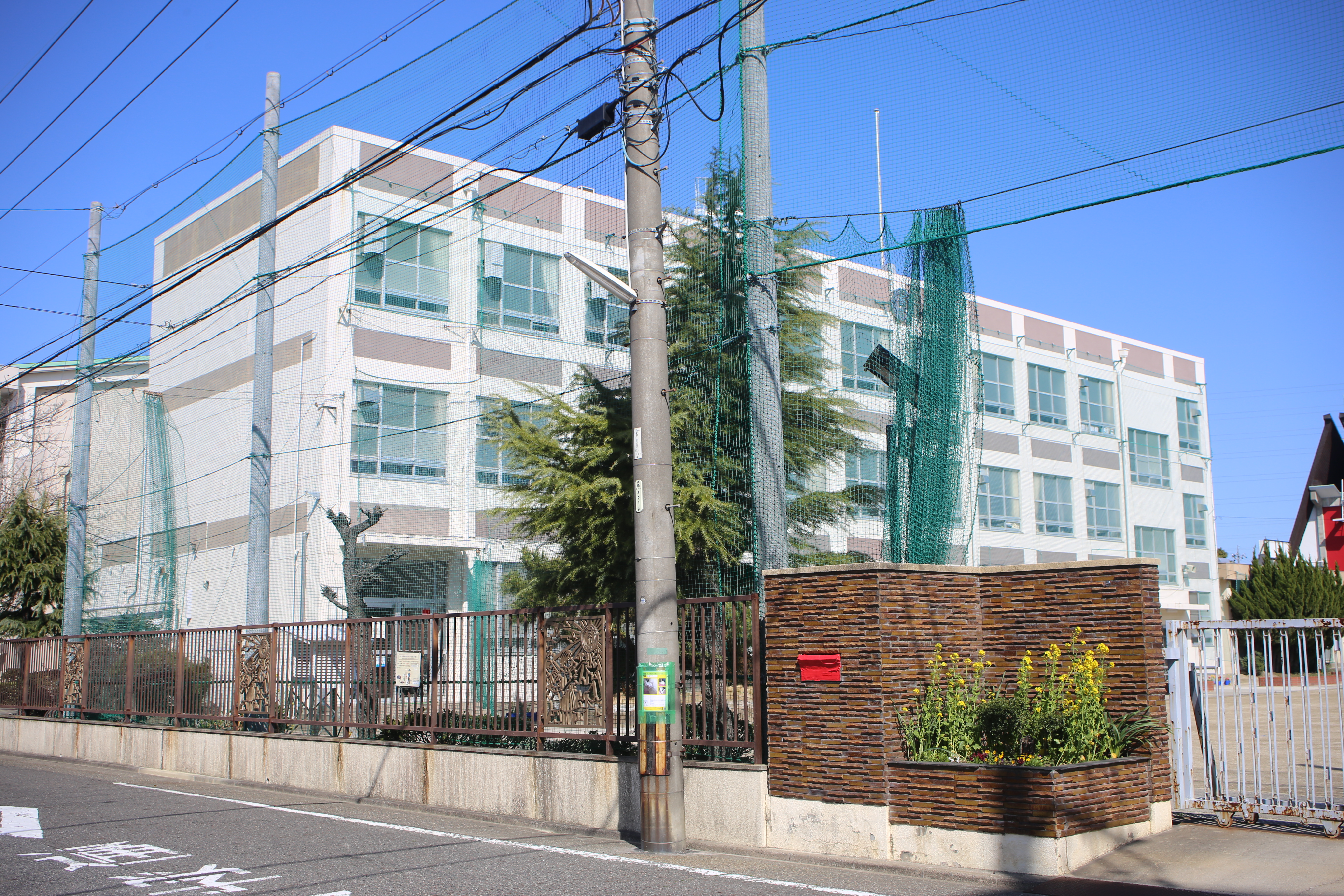
長須賀小学校

### 前田西町二丁目
- 県営西前田住宅

### 前田西町三丁目
- 名古屋市立西前田小学校
- 県営西前田第二住宅
- 西前田公園

1990年（平成2年）4月1日供用開始。

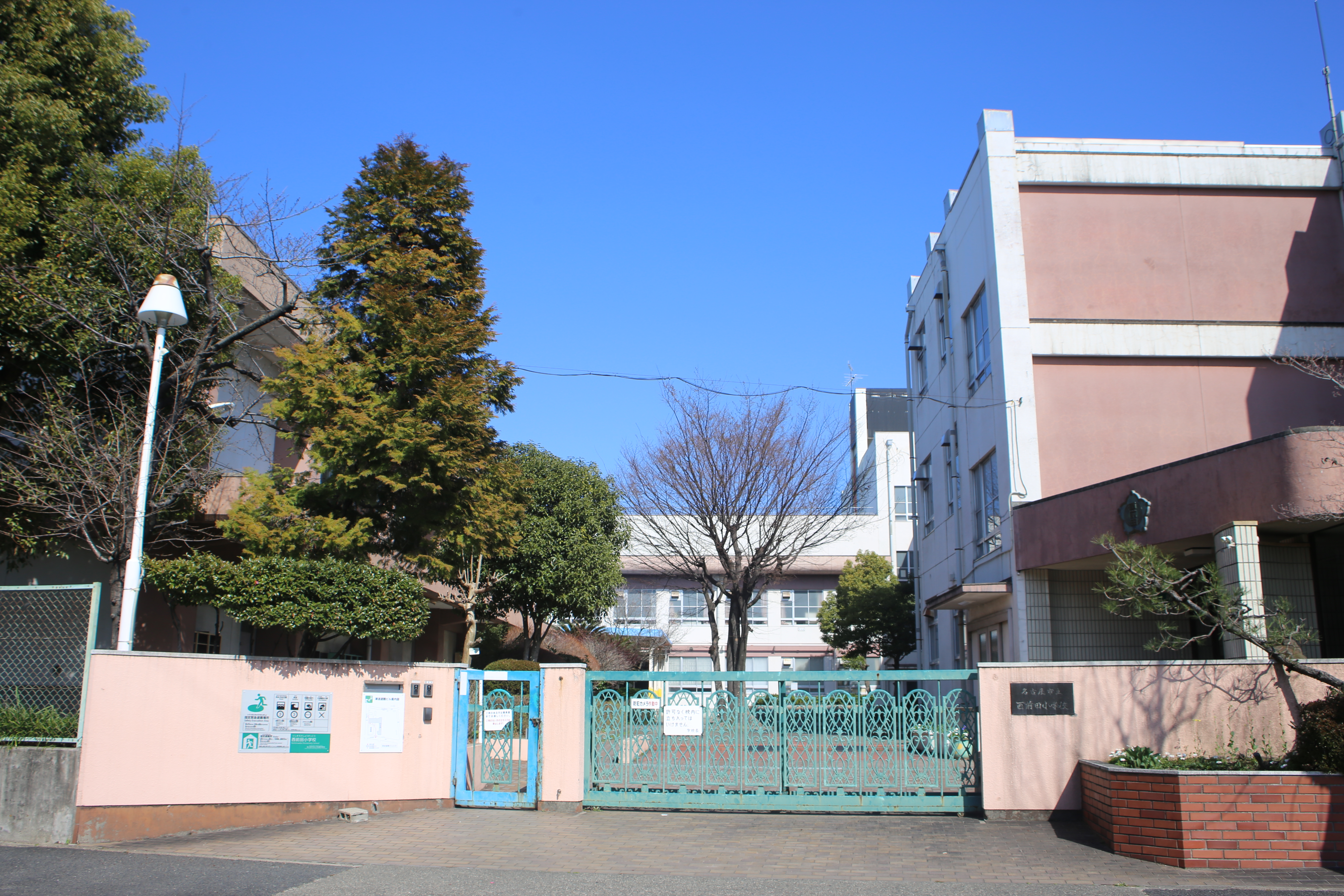
西前田小学校
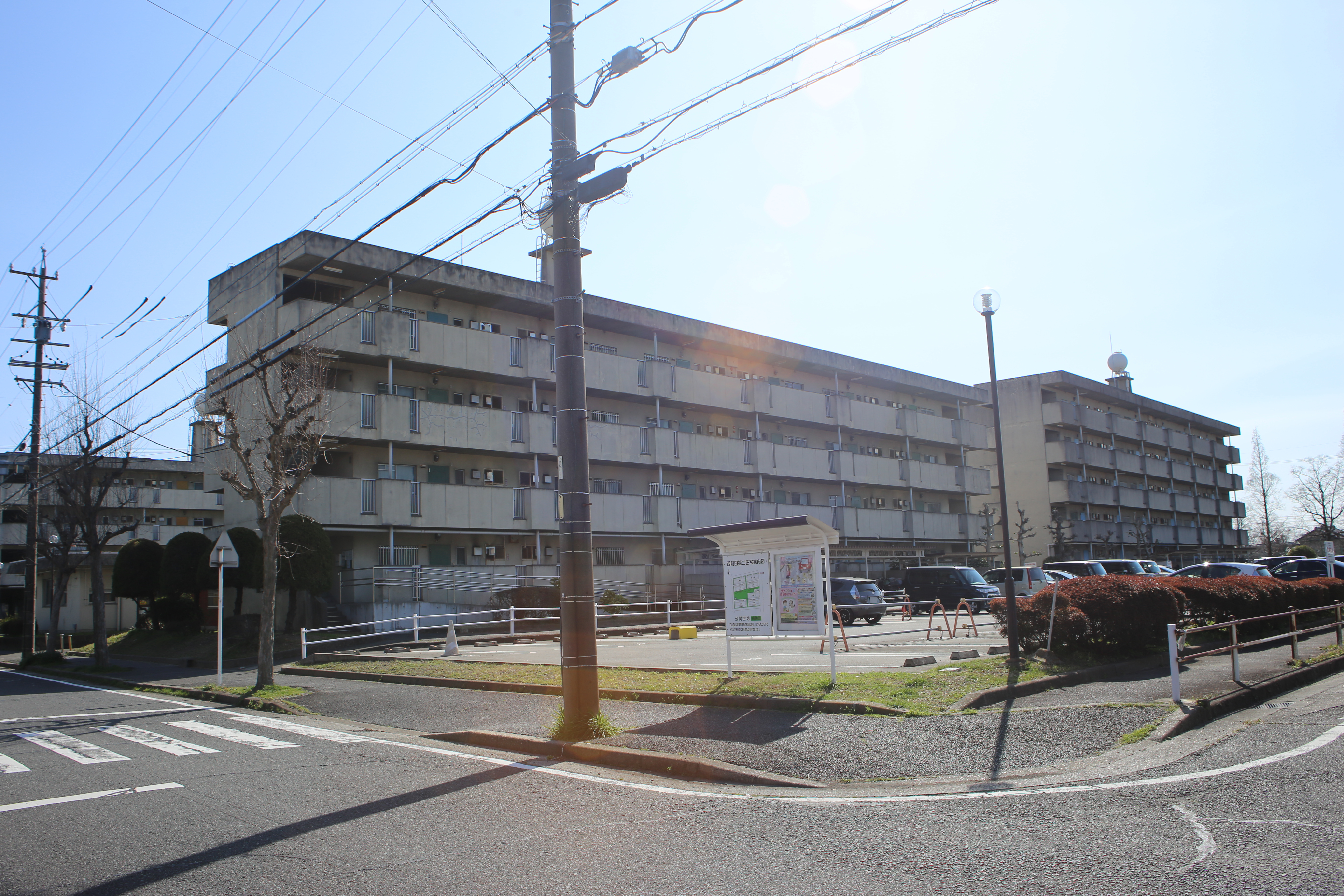
西前田第二住宅
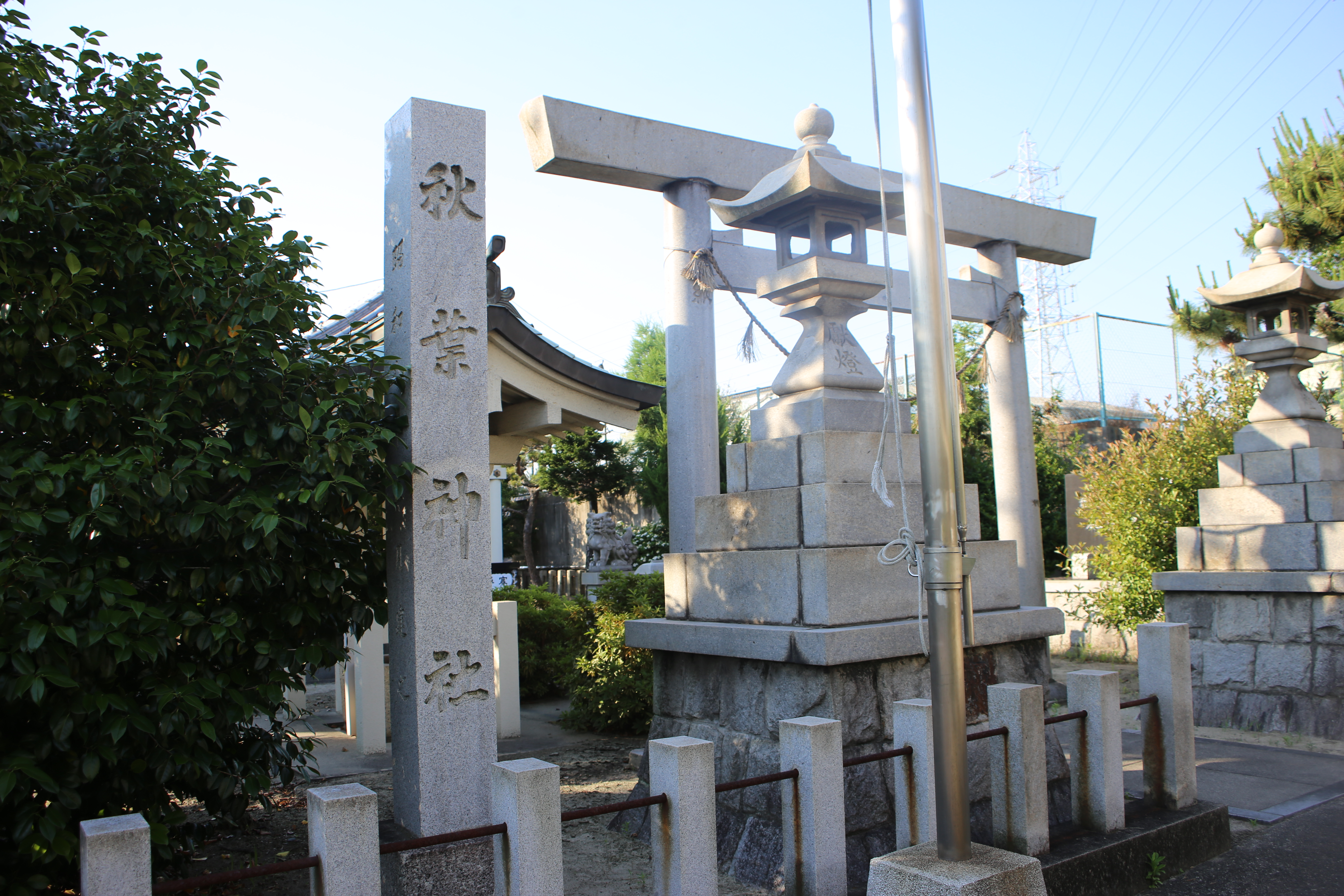
秋葉神社
- 梅木須公園

1993年（平成5年）4月1日供用開始。
- 西前田小学校
- 西前田第二住宅
- 秋葉神社

## その他

### 日本郵便
- 郵便番号 : 454-0941[WEB 2]（集配局：中川郵便局[WEB 8]）。

### WEB
1. 1 2  “町・丁目(大字)別、年齢(10歳階級)別公簿人口(全市・区別)”.   名古屋市 (2019年2月20日). 2019年2月20日閲覧。
2. 1 2  “郵便番号”.  日本郵便. 2019年2月10日閲覧。
3. ↑  “市外局番の一覧”.   総務省. 2019年1月6日閲覧。
4. ↑  “中川区の町名一覧”.   名古屋市 (2015年10月21日). 2019年2月13日閲覧。
5. ↑  “市立小・中学校の通学区域一覧”.   名古屋市 (2018年11月10日). 2019年1月14日閲覧。
6. ↑  “平成29年度以降の愛知県公立高等学校（全日制課程）入学者選抜における通学区域並びに群及びグループ分け案について”.   愛知県教育委員会 (2015年2月16日). 2019年1月14日閲覧。
7. 1 2 3  “都市公園の名称、位置及び区域並びに供用開始の期日” (2019年5月1日). 2019年11月3日閲覧。
8. ↑  郵便番号簿 平成29年度版 - 日本郵便. 2019年02月10日閲覧 (PDF)

### 書籍
1. ↑  名古屋市計画局 1992, p. 492.
2. 1 2 3 4  名古屋市計画局 1992, p. 833.
3. 1 2 3  名古屋市計画局 1992, p. 493.